# De Zuidbroeksterpolder
De Zuidbroeksterpolder was een waterschap gelegen in de toenmalige Nederlandse gemeenten Doniawerstal en Haskerland in de provincie Friesland, dat een zelfstandig overheidsorgaan was van 1921 tot 1969. Het waterschap besloeg een oppervlakte van ongeveer 218 hectare.
Doel van het waterschap was het bevorderen van verkeersgelegenheid en het regelen van de waterstand. De wegen twee wegen die het waterschap beheerde werden in 1961 overgedaan aan de gemeente, zodat vanaf 1962 alleen nog het regelen van de waterstand als taak overbleef. De ingelanden waren geen voorstander van de eerste waterschapsconcentratie in Friesland en stemden unaniem tegen de plannen, maar op 1 januari 1969 werd het waterschap toch opgeheven. Het ging op in waterschap Boarnferd.
Na verdere fusies valt het gebied vanaf 2004 onder Wetterskip Fryslân. 